# 伯氏牛杜父魚
伯氏牛杜父魚，為輻鰭魚綱鮋形目杜父魚亞目杜父魚科的其中一種，為溫帶海水魚，分布於西北太平洋日本北海道至鄂霍次克海海域，棲息深度40-120公尺，體長可達20公分，棲息在底層水域，生活習性不明。